# Liga de Básquetbol Estatal de Chihuahua 2019
La Liga de Básquetbol Estatal de Chihuahua (LBE) es una liga de baloncesto en la cual actualmente participan 9 equipos del estado de Chihuahua y 1 de Coahuila, en México. Este año el campeón fue el equipo de Dorados de Chihuahua luego de vencer a los Pioneros de Delicias 89-83 en la final en el Gimnasio Municipal de Delicias.

## Sistema de competición
Se sigue un sistema de liga, los nueve equipos se enfrentarán todos contra todos en dos ocasiones, una en campo propio y otra en campo contrario, sumando un total de 18 jornadas.
En cada jornada descansa 1 equipo.
Califican los ocho equipos mejor clasificados a los playoffs.

## Equipos
| Liga de Básquetbol Estatal de Chihuahua 2019 |                                |
| Equipo                                       | Ciudad                         |
| Centauros de Chihuahua                       | Chihuahua, Chihuahua           |
| Cerveceros de Meoqui                         | Meoqui, Chihuahua              |
| Dorados de Chihuahua                         | Chihuahua, Chihuahua           |
| Faraones de Nuevo Casas Grandes              | Nuevo Casas Grandes, Chihuahua |
| Industriales de La Laguna                    | Torreón, Coahuila              |
| Manzaneros de Cuauhtémoc                     | Cuauhtémoc, Chihuahua          |
| Nogaleros de Jiménez                         | Jiménez, Chihuahua             |
| Petroleros de Camargo                        | Camargo, Chihuahua             |
| Pioneros de Delicias                         | Delicias, Chihuahua            |
| Soles de Ojinaga                             | Ojinaga, Chihuahua             |
| Vaqueros de Saucillo                         | Saucillo, Chihuahua            |

## Temporada 2019

### Clasificación
|                                       | Equipo                          | JJ | JG | JP | PF    | PC    | DP   | PTS |
| ------------------------------------- | ------------------------------- | -- | -- | -- | ----- | ----- | ---- | --- |
| 1                                     | Pioneros de Delicias            | 20 | 17 | 3  | 2,264 | 1,870 | 394  | 37  |
| 2                                     | Dorados de Chihuahua            | 20 | 17 | 3  | 2,119 | 1,798 | 321  | 37  |
| 3                                     | Manzaneros de Cuauhtémoc        | 20 | 17 | 3  | 2,150 | 1,941 | 209  | 37  |
| 4                                     | Centauros de Chihuahua          | 20 | 13 | 7  | 2,106 | 1,985 | 121  | 33  |
| 5                                     | Petroleros de Camargo           | 20 | 13 | 7  | 2,105 | 1,970 | 135  | 33  |
| 6                                     | Cerveceros de Meoqui            | 20 | 11 | 9  | 1,976 | 1,948 | 28   | 31  |
| 7                                     | Soles de Ojinaga                | 20 | 7  | 13 | 1,950 | 2,027 | -77  | 27  |
| 8                                     | Industriales de La Laguna       | 20 | 5  | 15 | 2,042 | 2,302 | -260 | 25  |
| 9                                     | Faraones de Nuevo Casas Grandes | 20 | 5  | 15 | 1,993 | 2,214 | -221 | 25  |
| 10                                    | Vaqueros de Saucillo            | 20 | 4  | 16 | 1,828 | 2,069 | -241 | 24  |
| 11                                    | Nogaleros de Jiménez            | 20 | 1  | 19 | 1,803 | 2,212 | -409 | 21  |
| Fuente: Tabla de posiciones LBE 2019. |                                 |    |    |    |       |       |      |     |